# Richard Collin
Ne doit pas être confondu avec Richard Oliver Collin ou Richard Collins.
Pour les articles homonymes, voir Collin.
Richard Collin (1626-1698) est un graveur luxembourgeois.

## Biographie
Richard Collin est né dans la ville de Luxembourg.
Il a été l'élève du peintre et graveur allemand Joachim von Sandrart à Rome, et est devenu maître à son tour au sein de la guilde de Saint-Luc d'Anvers en 1650-1651.
Il a ainsi principalement travaillé à Rome et Anvers et est connu pour les portraits gravés qu'il a exécutés pour la publications du Het Gulden Cabinet de Cornelis de Bie, puis du Teutsche Academie de Joachim von Sandrart. Il a principalement travaillé sur des portraits et sur des sujets religieux.
Il commence à prendre des élèves dans les années 1660, dans son atelier d'Anvers. Il a ainsi notamment Hendrik Causé (1660-1661), Jan Gregori (1662-1663), Guillelmo de Huldert (1665-1666) et Franciscus Prost (1668-1669).
Il déménage en 1678 à Bruxelles et devient graveur de Cour pour Charles II d'Espagne,.
Richard Collin meurt à Bruxelles en 1698.

## Conservation
Sa gravure de Christine de Suède est conservée au Victoria and Albert Museum de Londres.
Plusieurs estampes sont conservées au Rijksbureau voor Kunsthistorische Documentatie et au musée municipal de La Haye.
Une gravure en taille douce représentant le Portrait d'Antoine van Leyen, grand amateur d'art et de peinture, se trouve au Musée Gaspar (collections de l'Institut archéologique du Luxembourg).